# 珀斯铸币厂

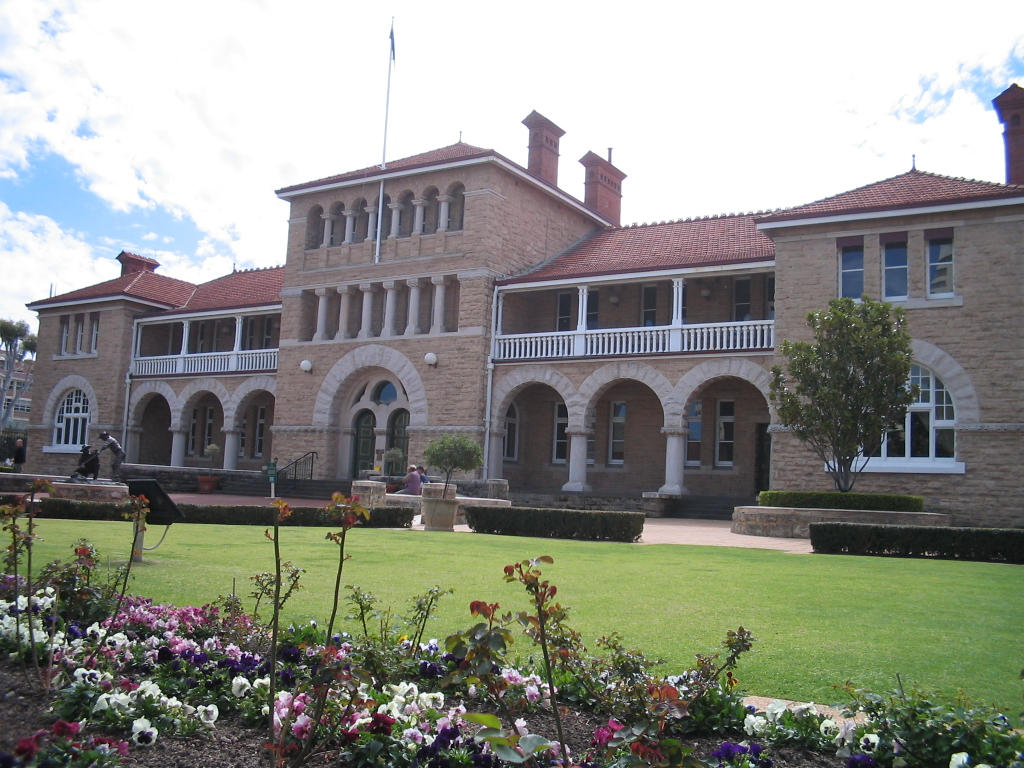
珀斯铸币厂

珀斯铸币厂（英語：Perth Mint）是位于澳大利亚珀斯的一家铸币厂，始建于1896年。由于始建更早的悉尼铸币厂和墨尔本铸币厂都已经停止生产，珀斯铸币厂成为澳大利亚最古老的仍在运转的铸币廠。珀斯铸币厂和皇家澳洲鑄幣廠並為澳大利亞元硬幣的兩家鑄造廠家。

## 历史
当时在西澳大利亚的卡尔古利、库尔加迪和穆尔齐桑等地发现了金矿，导致西澳大利亚的人口增长迅速。1869年为2.3万人，1900年已经增至18万人，从英国运来的硬币已经无法满足要求，很多矿工不得不用黄金直接交换货物。于是在1896年西澳大利亚首相约翰·佛瑞斯特爵士为珀斯铸币厂奠基。1899年6月20日作为位于伦敦的皇家铸币局分支机构的帕斯铸币厂正式开始铸币，将黄金铸造成索维林和半索维林金币，在西澳大利亚殖民地通用。
1931年起索维林退出流通，但珀斯铸币厂仍旧进行着黄金的精炼工作，1970年7月1日起珀斯造币厂划归西澳大利亚政府管辖，现在它属于西澳大利亚政府控制的黄金公司管辖。截至2000年，珀斯铸币厂已精炼了4500百吨的黄金，相当于人类黄金总生产量的3.25%，大约相当于美国金库中储藏的黄金总量在1983年之前，珀斯铸币厂还生产了大部分澳大利亚的低面值的硬币。

## 今日

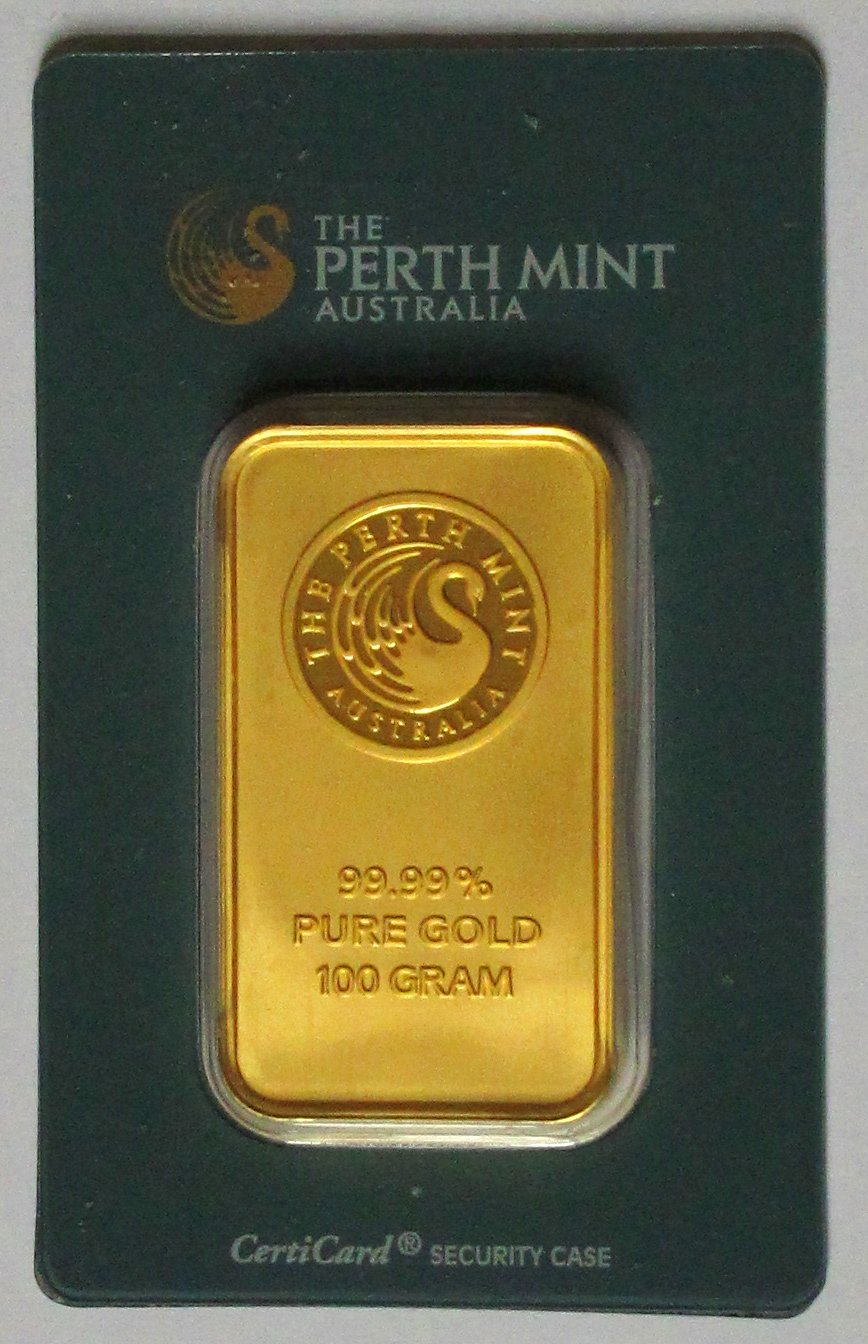
珀斯铸币厂铸造的重100克的金锭

如今的珀斯造币厂仍旧为黄金工业提供精炼和其他服务，并为投资者和钱币收藏者生产各种硬币。它也负责生产和发行大多数澳大利亚法定贵金属硬币，包括澳大利亚金块金币，白金科欧拉硬币，澳大利亚库卡布拉银币等普制硬币和金条。
2011年10月，珀斯铸币厂铸造了世界上最大、最重和最有价值的金币，打破了皇家加拿大铸币厂的记录。这一硬币直径大约有80厘米，厚12厘米，由重1,012千克的99.99%纯金铸造而成，金币正面是袋鼠，背面是伊丽莎白二世的头像，金币上的面值是100万澳大利亚元，但其市场估价为5,300万澳大利亚元。
2023年，珀斯铸币厂被曝曾向中国出售成色不足掺入杂质的金条，事情败露后试图加以掩盖。